# Districte d'Ağdam
Ağdam (àzeri: Ağdam rayonu, armeni: Աղդամի շրջան / Aġdami šrǰan), és un districte de l'Azerbaidjan amb el centre administratiu a la ciutat d'Alıbəyli. La meitat oest és un territori en disputa, atès que fou administrat per la república d'Artsakh, i fou recuperat per Azerbaidjan en la Guerra de l'Alt Karabakh de 2020.

## Població
- 1989: 131.293, segons el darrer cens soviètic, el darrer cens capaç de registrar tot el districte, però, amb la guerra de l'Alt Karabakh començada en 1988, no se sap fins a quin punt s'hauria pogut enquestar la zona. L'últim cens indiscutible, capaç de fer un recompte complet de la zona va ser el 1979, del qual actualment no hi ha xifres disponibles. L'àrea del districte es va incrementar després de la dissolució de l'URSS de 1,093 a 1,150 km².
- 2009: 175.400, segons els resultats preliminars del cens més recent de l'Azerbaidjan. La part occidental del districte no està controlada pel govern de l'Azerbaidjan; les xifres calculades són estimades.

Refugiats i desplaçats interns de l'Alt Karabagh i territoris veïns que estan en conflicte es van traslladar al districte d'Agdam des dels assentaments de tendes de tota àrea rural. Els refugiats viuen en cases noves construïdes pel govern.

## Assentaments

### Ciutats
- Ağdam

### Municipis
- Acarlı
- Bənövşələr
- Birinci Alıbəyli
- Birinci Baharlı
- Birinci Dördyol
- Birinci Quzanlı
- İkinci Alıbəyli
- İkinci Baharlı
- İkinci Dördyol
- İmamqulubəyli
- Qasımbəyli
- Quzanlı
- Səfərli
- Təzəkənd

### Pobles
- Abdal
- Adıgözəlbəyli
- Ağalarbəyli
- Ağdamkənd
- Alıbəyli
- Ayaq Qərvənd